# Kutzerow
Kutzerow ist ein bewohnter Gemeindeteil im Ortsteil Jagow der amtsfreien Gemeinde Uckerland im Landkreis Uckermark in Brandenburg.

## Geographie
Der Ort liegt zwei Kilometer südwestlich von Jagow und elf Kilometer südlich von Strasburg (Uckermark). Die Nachbarorte sind Uhlenhof im Norden, Taschenberg und Jagow im Nordosten, Bandelow im Osten, Lauenhof und Steinfurth im Südosten, Holzendorf im Süden, Zernikow und Augustfelde im Südwesten, Dolgen im Westen sowie Hetzdorf und Zarnkehöfe im Nordwesten.

## Orts- und Gutsgeschichte
Die Historie von Kutzerow wurde im Kern durch die Entwicklung des Rittergutes geprägt, zunächst auch von der Familie von Holtzendorff, deren Hauslinie Kutzerow bis 1606 existierte und vorher mit vielen uckermärkischen Gutsbesitzerfamilien verbunden war. Über viele Jahrhunderte besaß dann die Familie von Winterfeld dieses Gut. Bereits vom 20. März 1645 liegen Lehnbriefe des Kurfürsten Friedrich Wilhelm zu Cölln an der Spree vor, hier für die unmündigen Söhne des brandenburgischen Hof-Kämmerer Adam von Winterfeld. Die Adelsfamilie brachte über die Generationen verschiedene Persönlichkeiten hervor und verheiratete sich mit dem preußischen Landadel. So stammte der spätere Generalmajor Georg Levin von Winterfeld aus Kutzerow und war hier auch Erbherr. Des Weiteren war der Landrat Karl Detlef von Winterfeld-Kutzerow zugleich auch Direktor der Uckermärkischen Ritterschaftsdirektion, dem faktischen Kreditgeber für größere Land- und Forstwirtschaftbetriebe. Kutzerow selbst gehörte zeitgleich in der Mitte des 19. Jahrhunderts zu einem größeren Güterkomplex. Nach den Angaben des Genealogischen Handbuch des Adels heiratete Luise von Winterfeld in Felchow den Kurt von Wedel-Pinnow (1846–1927) und dieser wurde Gutsbesitzer von Kutzerow. Sein Nachfolger wurde der Enkel Hans von Wedel (1876–1948), verheiratet mit Elisabeth von Restorff, als deren Erbe der Sohn Hans-Curt von Wedel nachmals bestimmt wurde.

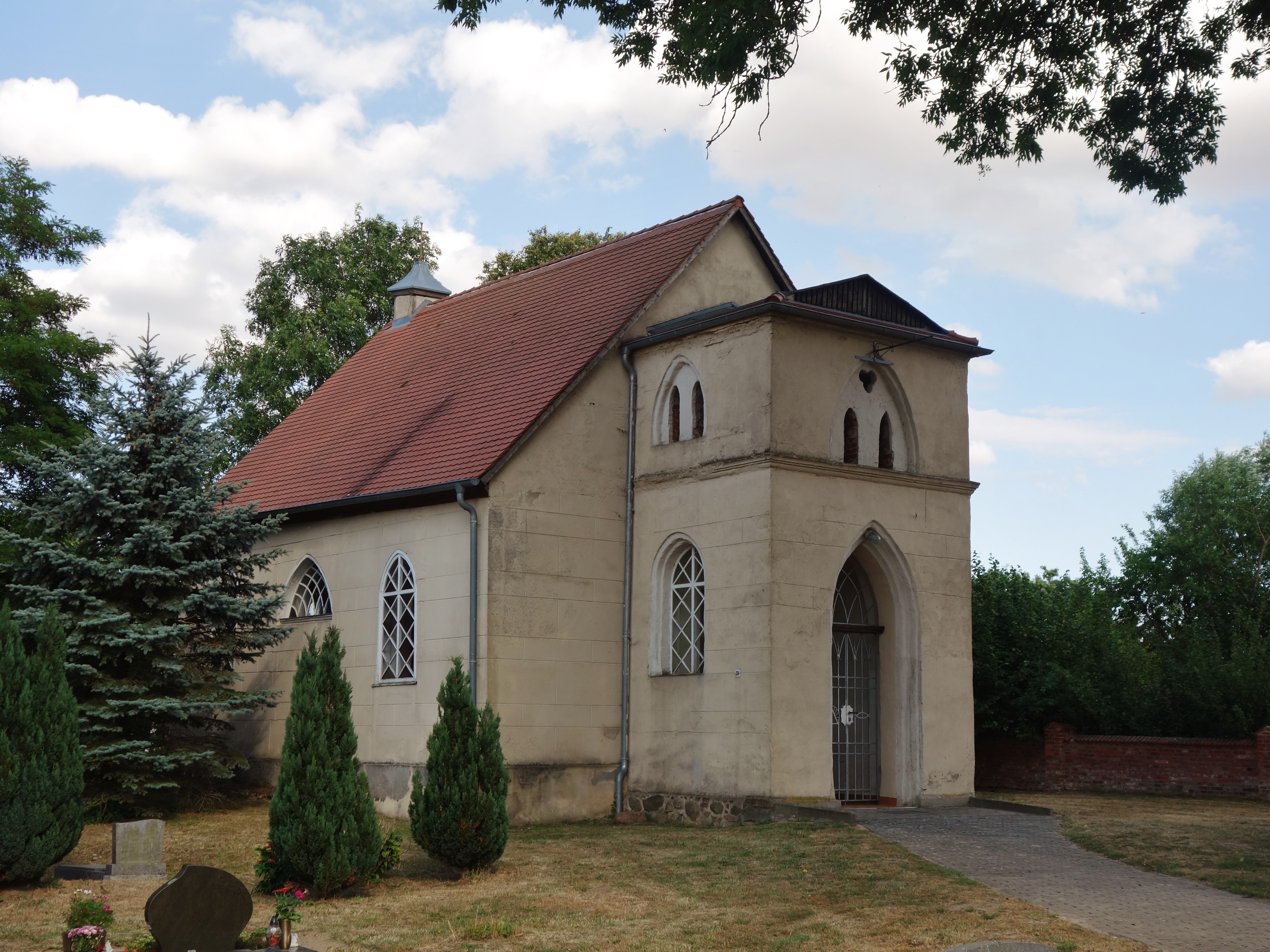
Westnordwestansicht der Kirche in Kutzerow

Kutzerow soll schon vor 1600 in Jagow eingepfarrt gewesen sein und erhielt erst nach 1648 eine eigene Kirche. Den Patron stellte bis 1945 die jeweilige Gutsbesitzerfamilie.